# Slobozia
Slobozia é uma cidade da Roménia, capital do judeţ (distrito) de Ialomiţa com 52.677 habitantes.